# Jumoke Dada
Jumoke Dada est un entrepreneur nigérian et le fondateur de Taeillo.

## Carrière
Jumoke Dada a commencé sa carrière en tant que stagiaire dans diverses entreprises de design d'intérieur, d'architecture et de fabrication de meubles au Nigeria. À 26 ans, Jumoke Dada est devenu le fondateur et PDG de Taeillo,, une entreprise de meubles de commerce électronique au Nigéria qui a amélioré l'expérience client en leur permettant d'imaginer des conceptions de meubles grâce à la réalité augmentée et à la réalité virtuelle,.
En décembre 2022, Jumoke a aidé à lever 2,5 millions de dollars pour sa start-up.

## Prix et distinctions
En 2017, elle a été récipiendaire du prix She Leads Africa Accelerator, qui récompense les jeunes entreprises dirigées par des femmes qui utilisent la technologie pour créer des communautés africaines plus solides et prospères,. En 2017, elle a été sélectionnée comme l'un des 1000 entrepreneurs par la Fondation Tony Elumelu et a également été honorée avec le Diamond Bank Building Entrepreneur Award. En 2020, elle a été présentée dans TechCabals Women in Tech et Elle Decoration South Africa 2021 ,,.
Jumoke Dada a également été présenté comme un jalon de la cohorte automne 2020 du Nasdaq Entrepreneurial Center sur la tour Nasdaq au New York Times Square .Elle est une boursière Pritzker et a été reconnue comme l'une des "100 femmes les plus inspirantes du Nigeria" en 2021.
Jumoke Dada a également été invitée en tant que conférencière lors de différentes conférences nationales, telles que le Nigerian Energy Forum 2021 et TEDx AjaoEstate 2021. Elle a été présentée dans une interview de BBC World News sur les défis auxquels sont confrontés les jeunes entrepreneurs en Afrique.